# Траваљато
Траваљато је насеље у Италији у округу Бреша, региону Ломбардија.
Према процени из 2011. у насељу је живело 12828 становника. Насеље се налази на надморској висини од 129 м.

## Становништво
Према резултатима пописа становништва 2011. у општини је живело 13.447 становника.
| 1951. | 1961. | 1971. | 1981. | 1991. | 2001.  | 2011.  |
| ----- | ----- | ----- | ----- | ----- | ------ | ------ |
| 7.423 | 7.641 | 8.229 | 8.908 | 9.579 | 11.012 | 13.447 |

## Партнерски градови
- Бофор ан Вале